# Crossocheilus oblongus
Espèce
Synonymes
Crossocheilus siamensis Smith 1931
Statut de conservation UICN

 LC  : Préoccupation mineure
Le mangeur d'algues siamois ou Barbeau à raie noire (Crossocheilus oblongus, ou Crossocheilus siamensis) est une espèce de poissons d'eau douce, de la famille des Carpes, les Cyprinidae. Ce poisson vit dans le Sud-Est asiatique, dans les bassins du Mékong et du Chao Phraya ainsi que dans la péninsule Malaise. Ses habitats naturels sont les cours d'eau et rivières ainsi que les forêts inondées durant la saison des pluies. Le Mangeur d'algues siamois ne doit pas être confondu avec le Barbeau belle nageoire (Epalzeorhynchos kalopterus).
Le mangeur d'algues siamois portait autrefois le nom latin de Epalzeorhynchos siamensis. On le trouve parfois en vente sous cette ancienne appellation. Pour information, la différence entre le genre Epalzeorhynchos et Crossochelus est le nombre de barbillons qui orne la bouche.

## Description
C'est un poisson longiligne qui a une raie horizontale allant du nez à l'extrémité de la queue. Le haut du corps est sombre avec un aspect réticulé dû au liseré noir présent sur chaque écaille. Il présente, en outre, des barbillons autour de la bouche. Il peut atteindre 16 centimètres de long au bout de 2 ans si les conditions de vie sont optimales.

## Comportement
Ce poisson robuste est fréquemment proposé à la vente dans les commerces aquariophiles car c'est l'un des mangeurs d'algues les plus populaires et les plus efficaces. Du fait de son aptitude à contrôler le niveau d'algue dans les aquariums (notamment les algues rouges), il est souvent introduit dans des bacs très plantés, sous un fort éclairage, propice à l'apparition d'algues. Cependant, le MAS est opportuniste et apprécie aussi les pastilles et paillettes, une tendance qui s'accentue avec l'âge.
Ce sont des poissons actifs et excellents nageurs. C'est aussi un bon sauteur.
Ses relations inter et intra spécifique sont bonnes bien que quelquefois il poursuive ses congénères, sans les blesser toutefois.
L'espérance de vie de ce poisson atteint 10 ans
Sa position au repos est particulière. Il ne nage pas entre deux eaux mais se repose sur une feuille ou sur une pierre, à l'aide de ses nageoires pelviennes et caudale.